# Real Academia de la Lengua Vasca
La Real Academia de la Lengua Vasca (en euskera: Euskaltzaindia, lit. 'grupo de guardianes de la lengua vasca'; en francés: Académie de la langue basque) es una institución fundada en 1918 por las cuatro diputaciones forales vasconavarras con sede en Bilbao. Su objeto es regular, conservar y cultivar la lengua vasca. En España se encuentra bajo el patrocinio real de la Corona y en Francia es considerada una entidad de interés público.
Es la institución reguladora oficial de la lengua académica que vela por la lengua vasca. Realiza investigaciones, busca proteger la lengua y establece estándares de uso. Se la conoce en español como La Real Academia de la Lengua Vasca (al estar bajo el patrocinio real de la monarquía española, al igual que la Real Academia Española), en francés como Académie de la Langue Basque, en navarro-aragonés como Reyal Academia d'a. Luenga Vasca y en gascón como Académia Reiala de la Lenga Basca.
Su misión es «investigar y formular las leyes gramaticales de la lengua vasca, promover su uso y velar por los derechos de la lengua, entre otros». Para ello procura la estandarización lingüística del euskera a través de la promulgación de normativas dirigidas a fomentar la unidad del idioma. Además, realiza estudios filológicos de los dialectos del euskera e investigaciones en etimología, toponimia y onomástica vascas. Guarda una estrecha relación con la Sociedad de Estudios Vascos (Eusko Ikaskuntza).
Tiene su sede en Bilbao, con delegaciones en Bayona, San Sebastián, Pamplona y Vitoria. Su emblema es un roble, acompañado del lema Ekin eta jarrai (‘insistencia y continuidad’).
Consiguió el reconocimiento oficial en España, con carácter de Real Academia, en 1976, y en Francia es aceptada como una entidad de utilidad pública desde el año 1995.

## Historia
En la primera junta de la Sociedad de Estudios Vascos fue creada en Oñate, en 1919, al amparo de las diputaciones de Álava, Vizcaya, Navarra y Guipúzcoa. El 5 de septiembre de 1919 se nombraron a los cuatro primeros miembros de la Academia de la Lengua Vasca: Resurrección María de Azkue, Luis Eleizalde, Julio Urkixo y Arturo Campión. Cuando se aceptó la normativa para nombrar a doce miembros de número de la Academia de la Lengua Vasca, se les sumarían Txomin Agirre, Piarres Broussain, Jean-Blaise Adema, Erramun Intzagarai, José Agerre, Juan Bautista Eguskitza, Raimundo Olabide y Pierre Lhande. Resurrección María de Azkue fue el primer presidente de Euskaltzaindia.
La Real Academia de la Lengua Vasca, al principio, se distribuyó en dos secciones: la sección de investigación, que canalizaría los problemas lingüísticos del euskera; y la sección de trabajo, que impulsaría el uso del euskera en todos los campos de la sociedad. En los primeros años, en las juntas se hablaba en castellano y tuvieron que arreglar los problemas que había con el euskera batua (unificado) hasta entonces. Asimismo, también se abordó la necesidad de aceptar y regular los neologismos. La revista Euskera se originó para publicar las decisiones que se tomaban desde la Academia.

## Publicaciones
- En 1919 comenzaron a publicarse los primeros textos de la revista Euskera.
- En 2006, bajo la dirección de Andrés Urrutia Badiola, se inició la publicación periódica Plazaberri.
- En 2009, bajo la dirección de Bernardo Atxaga, se publicó por primera vez el periódico Erlea.

## Comisiones de trabajo
Dispone de varias comisiones de trabajo que realizan diferentes tareas en la tarea del estudio del idioma vasco. Estas comisiones son las siguientes:
- Comisión de Lexicografía: actualmente trabaja en un Diccionario general vasco de carácter general y descriptivo, que integra contenido histórico y de dialectos; y en un Diccionario léxico unificado, que es normativo y solo contempla el euskera batúa o euskera unificado.
- Comisión de Gramática: desde 1980 trata de redactar las bases de la gramática del idioma vasco.
- Comisión del Atlas Lingüístico: su trabajo es realizar un mapa dialectológico para conocer las variantes que se hablan en los diferentes puntos del ámbito de la lengua vasca.
- Comisión Onomástica: estudia aspectos más teóricos e históricos de este idioma.
- Comisión de Literatura: analiza la literatura popular, así como la literatura más intelectual en euskera.
- Comisión de la Lengua Hablada: se encarga de realizar un estudio sobre el uso de la lengua vasca cuando es hablada y realizar una normativa en consecuencia, ya que existen muy diferentes «acentos» según la localización del vascoparlante.

## Presidentes
- Resurrección María de Azkue (1919-1951)
- Ignacio María Etxaide (1952-1962)
- José María Lojendio (1963-1964)
- Manuel de Lekuona (1967-1970)
- Luis Villasante (1970-1988)
- Jean Haritschelhar (1989-2004)
- Andres Urrutia (2005-)

## Académicos (euskaltzainak)

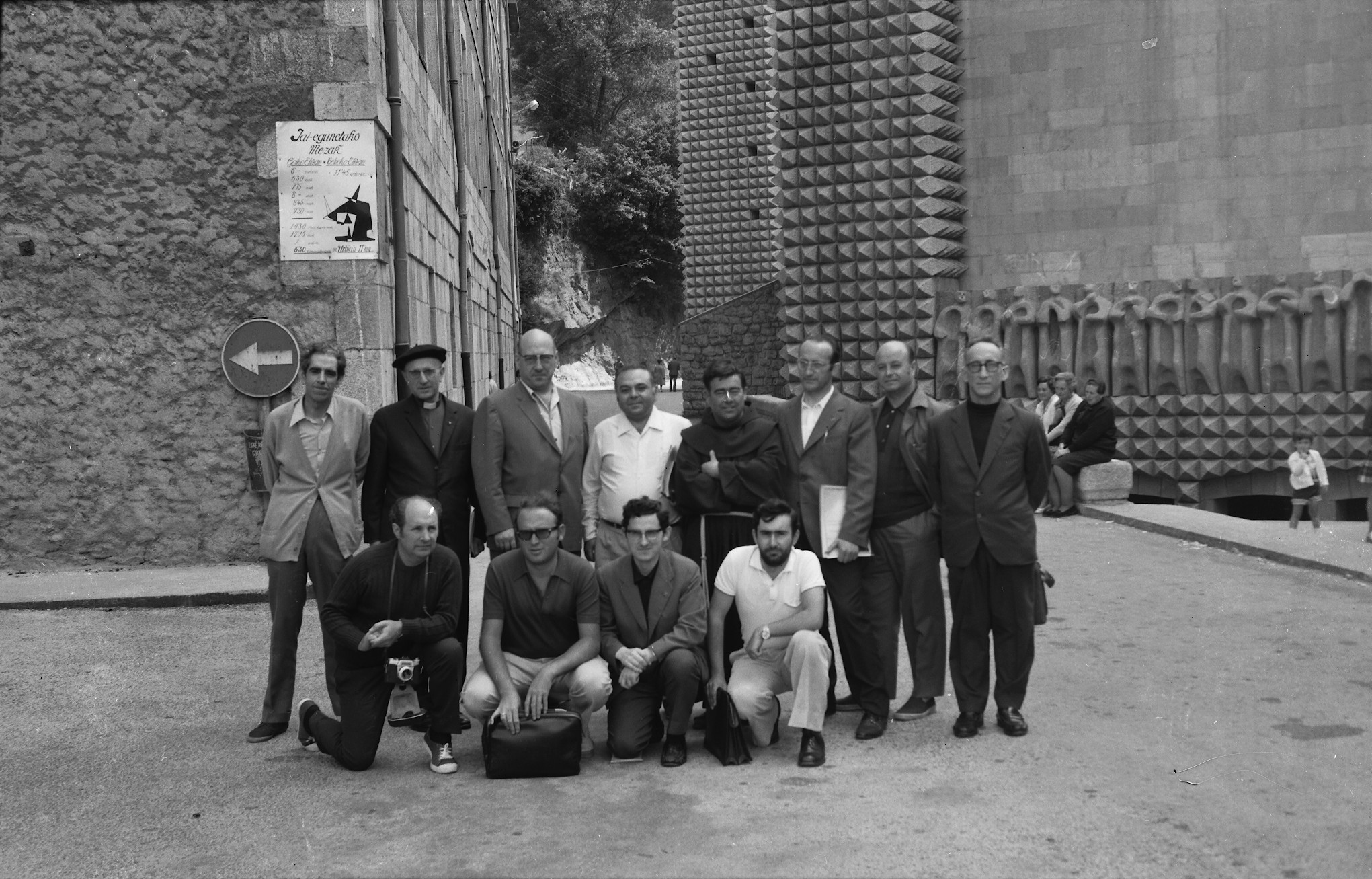
Miembros de Euskaltzaindia reunidos en el santuario de Aránzazu en 1972. Arriba de izquierda a derecha: Koldo Mitxelena, Iratzeder, Jean Haritxelhar, Alfonso Irigoien, Luis Villasante, José Mari Satrustegi, Patxi Altuna e Imanol Berriatua. Debajo: Juan San Martín, José Luis Lizundia, Joseba Intxausti y Xabier Kintana.

La Real Academia de la Lengua Vasca está formada por tres tipos de académicos:
- Miembro correspondiente o Académico correspondiente (Euskaltzain urgazleak en vasco): Son los que han sobresalido en alguna sección del euskera y son nombrados por la academia para ayudarla en su trabajo diario, haciendo investigaciones, consultando libros, etc.
- Académico de número (Euskaltzain osoak en vasco): Hoy en día son 23 sillas (23 académicos de número), y como máximo pueden ser 32. Los académicos de número pasan a situación de académicos eméritos (euskaltzain emeritu) por razón de edad (75 años) o por incapacidad, conservando las mismas atribuciones que los académicos de número.[2]
- Académicos de honor (Euskaltzain ohorezkoak en vasco): Son los que han sobresalido en alguna sección del euskera y son nombrados por la academia para que sean reconocidos.

Por ejemplo, Miren Azkarate en 1983 fue nombrada miembro correspondiente y en 1992 fue la primera mujer en ser nombrada académica de número (silla 23.ª).
Lista histórica de los académicos de número: